# Igreja dos Santos Reis Magos (Lisboa)
A Igreja dos Santos Reis Magos ou Igreja Paroquial do Campo Grande localizada na freguesia do Campo Grande (Lisboa) tem origem no século XVI, numa ermida da invocação dos Três Santos Reis, que foi praticamente destruída pelo terramoto de 1755.
A reconstrução do templo foi feita a partir de 1778,no âmbito de donativos particulares, de receitas da Misericórdia e de taxas da "Feira das Nozes" criada por D. Maria I. Ao longo do tempo a igreja foi sofrendo várias alterações em particular no final do século XIX, tendo a sua arquitectura inicial sido alterada, em especial a sua fachada. No início do século XX, viu suprimido o seu adro circundante e apeado o cruzeiro datado de 1646, no final do século XX, foi construído um salão paroquial e um edifício para os serviços do Centro Social e Paroquial do Campo Grande.
Igreja do ponto de vista arquitectónico bastante simples, a sua fachada surge rasgada por um portal rematado por cornija em chaveta, sobrepujado por 3 grandes janelas. Sobre o entablamento frontal rasga-se um óculo rematado por frontão triangular encimado por cruz. A Torre sineira, de secção quadrada, localiza-se na prumada ocidental. O interior do templo, coberto por tecto em abobadilha de aresta, é constituído pela nave e capela-mor, sobre cujo arco se ostenta o escudo real de D. Luís, com as armas de Portugal.
Do ponto de vista artístico existem na igreja pinturas do século XVII no tecto, restauradas em 1880 por Pereira Júnior; uma composição pictórica nos alçados laterais da capela-mor, representando a Paixão de Cristo; um retábulo de talha dourada em estilo neo-clássico; cenas figuradas dos Reis Magos no retábulo, da Natividade no alçado lateral do lado da Epístola e da Circuncisão no alçado lateral do lado do Evangelho e ainda dois painéis de azulejos na sacristia, datados de 1798, representando Nª Senhora da Conceição, Sto. António, S. Marçal, Cristo Crucificado e S. Caetano.